# Damen Shipyards Group
Damen Shipyards Group, anche citato come Damen Group è un conglomerato olandese del settore difesa, costruzione navale e ingegneria con sede a Gorinchem, nei Paesi Bassi. Sebbene sia un importante gruppo internazionale che opera in 120 paesi, rimane un'azienda privata a conduzione familiare.

## Storia
Damen è stata fondata nel 1927 nella città di Hardinxveld-Giessendam nei Paesi Bassi da Jan e Marinus Damen. I due fratelli hanno gestito per decenni un cantiere navale di successo, principalmente orientato agli olandesi. I cantieri navali Damen Hardinxveld, situati a circa 10 km dalla sede del Gruppo Damen a Gorinchem, esistono ancora oggi. È specializzata nella progettazione e costruzione di imbarcazioni da lavoro, in particolare 'multi cats' e shoalbusters.

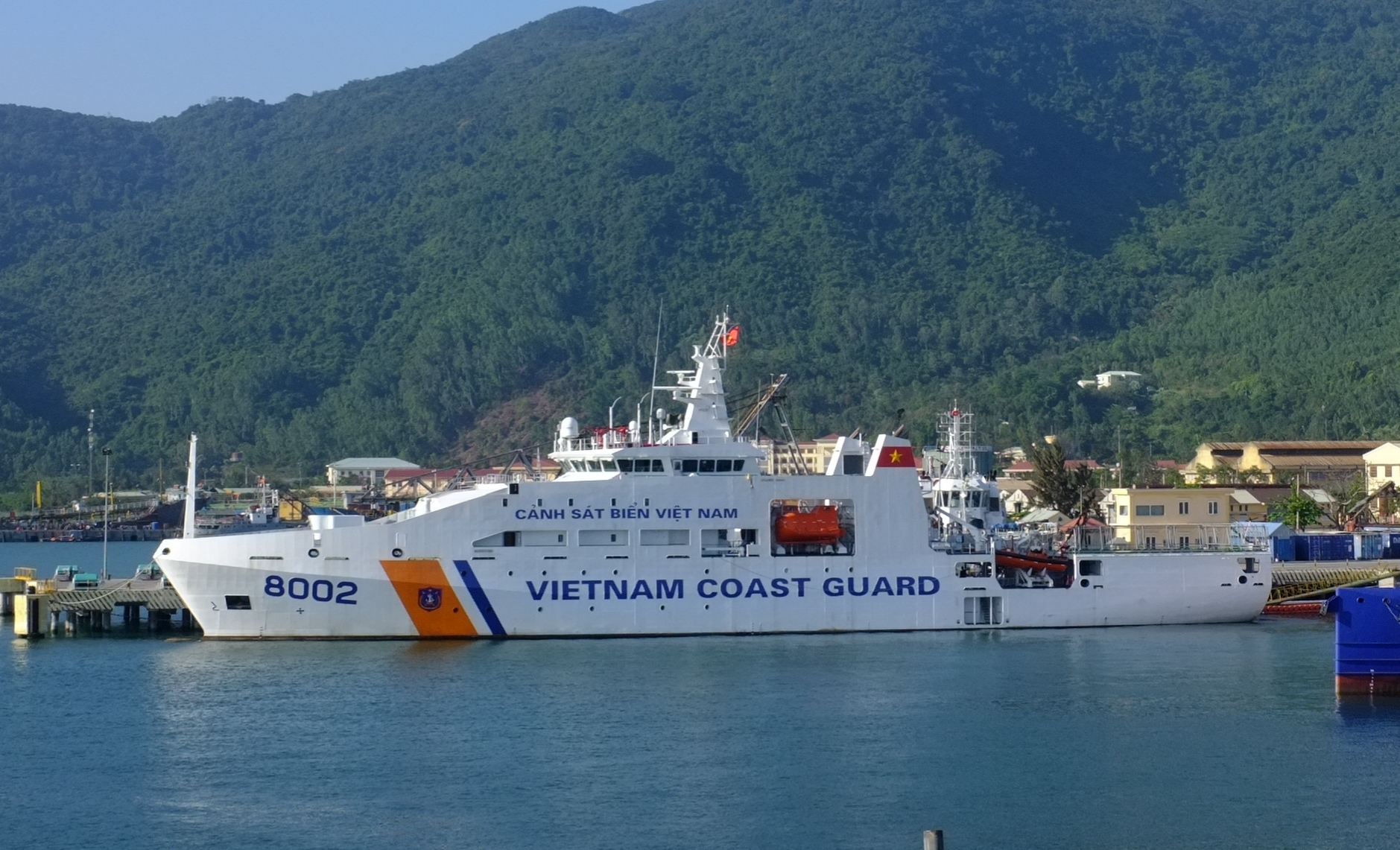
Un pattugliatore d'altura progettato da Damen e costruito per la Guardia Costiera del Vietnam

Damen Shipyards Group opera a livello globale con più di 50 cantieri navali, cantieri di riparazione e società collegate, oltre a numerosi cantieri partner che possono costruire navi Damen a livello locale. Dal 1969 ha progettato e costruito più di 5.000 navi e ne consegna oltre 150 all'anno. Con oltre 30 cantieri navali e società collegate in tutto il mondo, Damen è coinvolta nella costruzione navale, nonché in attività di manutenzione e riparazione. Dispone di un'ampia gamma di prodotti, tra cui rimorchiatori, imbarcazioni da lavoro, motovedette, navi mercantili, draghe, superyacht e traghetti veloci. La progettazione e l'ingegneria del prodotto vengono eseguite internamente.
Nel 1969 il figlio di Jan Damen, Kommer Damen, prese la guida dell'azienda.

### Esclusione dalla Banca Mondiale
Il 16 marzo 2016, il Gruppo della Banca Mondiale ha annunciato l'esclusione di Damen Shipyards Gorinchem per 18 mesi. Motivazione sul sito ufficiale della Banca Mondiale: "La società si è impegnata in una pratica fraudolenta nell'ambito del Programma Regionale di Pesca dell'Africa Occidentale".
La sanzione fa seguito a un accordo tra la Banca Mondiale e Damen Shipyards Gorinchem, quindi con la riduzione dell'interdizione a 18 mesi: "Damen ha collaborato con l'indagine della Banca Mondiale e ha intrapreso azioni correttive, incluso il rafforzamento del suo programma di conformità aziendale".

## Clientela
Oltre che per la propria marina nazionale, tra i clienti principali figurano, in Europa, la marina belga con le classi Karel Doorman e ASWF, la marina greca con le classi Kortenaer ed Elli, la marina portoghese con la classe Karel Doorman e la marina tedesca con la classe F-126.
Fuori Europa, in tempi moderni, ci sono la marina marocchina con le classi Sigma, Stan Tender e Interceptor, la marina peruviana con le classi De Zeven Provinciën, Holland e Friesland, quella cilena con le classi Karel Doorman, Kortenaer e Jacob van Heemskerck, quella indonesiana con le classi Sigma e Fatahillah, quella vietnamita con la classe Sigma, quella emiratina con la classe Kortenaer e quella taiwanese con la classe Zwaardvis.
Invece, alla marina italiana sono state vendute alcune unità della classe Albatros/Predatori/Lynx, a quella indonesiana alcune della classe Leander/Van Speijk e a quella lettone alcune della classe Tripartite/Alkmaar, tutte di non-costruzione olandese, ma rispettivamente di origine italiana, britannica e francese.
Da segnalare che anche l'Iran aveva acquistato le Kortenaer, poi bloccate in seguito all'embargo.

## Navi

### Navi da guerra
- Corvetta (classe Sigma)
- Fregate (classe De Zeven Provinciën, classe Kortenaer, classe Karel Doorman, classe Bassa Sassonia)
- Pattugliatori d'altura (classe Holland)
- Navi da sbarco e logistiche (classe Rotterdam)
- Navi cacciamine (classe Alkmaar))

### Navi da carico
- Contenitori (Damen Container Feeder 800)
- Petroliera (Damen Tanker) o la petroliera per la navigazione interna Ecoliner)
- Navi multiuso (Damen Combi Freighter 3850 e Damen Combi Freighter 4600)

### Navi passeggeri
- Catamarani
- Mega Yacht

Inoltre, sono costruite anche navi speciali.